# Комен, Даниэль
Даниэль Кипнгетич Комен (англ. Daniel Kipngetich Komen; род. 17 мая 1976 года) — кенийский легкоатлет, специализировался в беге на средние и длинные дистанции. Двукратный чемпион мира среди юниоров 1994 года на дистанциях 5000 и 10 000 метров. Чемпион мира 1997 года на дистанции 5000 метров. Чемпион мира по кроссу 1998 года в командном зачёте и серебряный призёр в личном первенстве. Действующий рекордсмен мира на дистанции 3000 метров на открытом воздухе — 7.20,67. Экс-рекордсмен мира в беге на 5000 метров.
Является представителем народности Календжин.

## Сезон 2014 года
9 марта вышел на старт полумарафона CPC Loop Den Haag, на котором занял 8-е место с результатом 1:02.47.

## Достижения
Золотая лига
1500 метров
- 1998:  Bislett Games – 3.33,93

3000 метров
- 1999:  Meeting Gaz de France – 7.33,23
- 2000:  Meeting Gaz de France – 7.31,47
- 2000:  Herculis – 7.28,92
- 2000:  ISTAF – 7.35,80

5000 метров
- 1998:  Memorial Van Damme – 12.54,82
- 1999:  Golden Gala – 12.55,16
- 2000:  Memorial Van Damme – 13.01,78